# Thymus sibthorpii
Thymus sibthorpii ist eine Pflanzenart aus der Gattung der Thymiane (Thymus) in der Familie der Lippenblütler (Lamiaceae).

## Beschreibung
Thymus sibthorpii ist ein kleiner Strauch, dessen blütentragende Stängel 10 bis 20 (bis 30) cm lang werden und aufrecht bis aufsteigend wachsen, am Grund verholzen und oft verzweigt sind. Meist sind die Stängel rundum kurz flaumig behaart oder selten nur auf zwei Seiten. Kriechende, nicht-blütentragende Stängel werden nicht gebildet. Die Laubblätter sind meist 10 bis 15 mm lang und 3 bis 5 mm breit. Sie sind kurz gestielt, elliptisch-lanzettlich, spitz, lederig und dicht drüsig punktiert. Die Seitenadern sind deutlich zu erkennen.
Die Blütenstände sind oft verzweigt und lang. Die Tragblätter gleichen den Laubblättern. Der Kelch ist 2,5 bis 3,5 (bis 4) mm lang, glockenförmig und meist grünlich bis strohfarben. Die Oberlippe ist länger als die Kelchröhre. Die oberen Zähne sind etwa 1 cm lang, dreieckig bis lanzettlich und bewimpert. Die Krone ist hellrosa oder rot.
Die Chromosomenzahl beträgt 2n = 28 oder 28+0-4B.

## Vorkommen
Das Areal von Thymus sibthorpii reicht von der Balkanhalbinsel bis zur Nordwest- und Zentral-Türkei. Sie kommt in den floristischen Territorien Albanien, Bulgarien, Griechenland, Rumänien, ehemaliges Jugoslawien, Europäische Türkei und Asiatische Türkei vor.

## Systematik
Die Art wurde erstmals Ende des 18. Jahrhunderts von John Sibthorp in Griechenland gesammelt. James Edward Smith verkannte bei der Aufarbeitung dieser Aufsammlung ihre Eigenständigkeit und ordnete diesen Fund 1809 Thymus lanceolatus Desf. zu. Der britische Botaniker George Bentham erkannte 25 Jahre später, dass es sich um eine neue Art handelte, und veröffentlichte sie 1834 zu Ehren des Entdeckers unter dem Namen Thymus sibthorpii.
Wichtige Synonyme sind Thymus korthiaticus Ronniger, Thymus macedonicus (Degen & Urum.) Ronniger, Thymus spectabilis Ronniger und Thymus tosevii Velen.